# Adelphicos veraepacis
Espèce
Statut de conservation UICN

 VU B1ab(iii) : Vulnérable
Adelphicos veraepacis  est une espèce de serpents de la famille des Dipsadidae.

## Répartition
Cette espèce se rencontre au Guatemala et au Chiapas au Mexique.

## Description
L'holotype de Adelphicos veraepacis un mâle adulte, mesure 355 mm dont 69 mm pour la queue. Son dos est brun foncé. Sa face ventrale est crème tacheté de brun foncé au niveau du menton et de la gorge.

## Étymologie
Son nom d'espèce lui a été donné en référence au lieu de sa découverte, le département d'Alta Verapaz.

## Publication originale
- Stuart, 1941 : Some new snakes from Guatemala. University of Michigan Museum of Zoology, Occasional Papers, no 452, p. 1-7 (texte intégral).